# Головков, Игорь Михайлович (партийный деятель)
Игорь Михайлович Головков — советский хозяйственный, государственный и политический деятель.

## Биография
Родился 24 февраля 1937 года. Член КПСС.
С 1960 года — на хозяйственной, общественной и политической работе. В 1960—1994 гг. — комсомольский и партийный работник в городе Москве, инструктор Отдела организационно-партийной работы ЦК КПСС, первый секретарь Кунцевского райкома КПСС города Москвы, первый секретарь Кировского райкома КПСС города Москвы, заместитель председателя Московского городского исполнительного комитета, управляющий делами ЦК КП РСФСР.
Делегат XXVII съезда КПСС и XIX партийной конференции КПСС.
Жил в Москве. Умер 28 ноября 2020 года. Похоронен в Москве на Кунцевском кладбище.